# Пшевуз (гміна Сецехув)
Пшевуз (пол. Przewóz) — село в Польщі, у гміні Сецехув Козеницького повіту Мазовецького воєводства.
У 1975-1998 роках село належало до Радомського воєводства.